# 伊斯兰堡万豪酒店爆炸案
伊斯兰堡万豪酒店爆炸案发生于2008年9月20日晚19时59分。位于巴基斯坦首都伊斯兰堡市中心的万豪酒店门口发生了自杀式袭击。一辆满载炸药的卡车在万豪酒店入口车辆安全检查处强烈爆炸，造成多人伤亡。
爆炸发生当天白天，巴基斯坦新当选总统扎尔达里刚刚于巴参议院和国民议会（下院）的联合会议发表演说，声称巴国不会成为恐怖分子和极端分子的天堂，政府不会向恐怖势力和极端势力低头，巴国必将持续严厉打击恐怖主义和极端主义。

## 袭击
袭击发生时正值傍晚，阳历九月是伊斯兰教传统的斋月，穆斯林们正准备结束一天的斋戒，在太阳落山后开始用餐。
在主要爆炸发生前曾有两个小规模爆炸发生，酒店工作人员召集所有宾客迅速转移至酒店后门。
据酒店所有者Sadruddin Hashwani事后描述，满载炸药的卡车当时停在万豪酒店机动车入口，正在接受安全检查，这时防爆犬发出了警告，随后车内人员开始射击，酒店安保人员开火还击，与此同时车内人员引爆了炸弹。
爆炸威力巨大，形成一个约20英尺（约6.1米）深的大坑，酒店正面停车场内的车辆悉数遭毁。一英里内的房屋的窗户大部分破碎。爆炸使得万豪酒店顶层的天然气管路严重受损，并引发火灾，火势起先出现在顶层及中间楼层一个房间，后来逐渐蔓延至三分之二座建筑物，由于巴基斯坦基础设施陈旧，所有消防水需要消防车运载来，大火一度失去控制，巴警方曾警告酒店大楼有可能垮塌。至第二天凌晨大火被扑灭，整栋酒店大楼已经被烧得面目全非。
爆炸发生后，巴国将安全警戒级别提高到最高级。同时据巴基斯坦最大的英语媒体黎明新闻报道，所有卡车都被禁止进入首都地区。

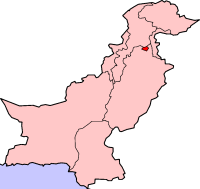
巴基斯坦首都伊斯兰堡地理位置

一位美国情报官员时候指出，袭击事件具有明显的基地组织及其附庸行动的特点。
另据卡塔尔半岛电视台节目显示，爆炸发生时，半岛电视台一摄制小组正在距爆炸地点约20公里远的伊斯兰堡城郊制作节目，据回放画面显示，爆炸声音清晰，节目主持人当即断定爆炸威力巨大。
9月22日晚间，英国BBC网站新闻报道，巴基斯坦北部部落地区武装组织Fidayeen宣称对此次袭击事件负责。

## 伤亡情况
新华网9月21日下午14点02分电称，巴基斯坦内政部确认最新死亡人数为38人，257人受伤。声明说，死者中有两名外国人，其余为巴基斯坦人，伤者包括21名外国人。
但是大多数国际媒体均报道有53～57名遇难，而受伤者则介于130至271人之间。

其中捷克大使伊沃·日賈雷克已确认于本次袭击事件中遇难，日贾雷克于一个月前刚刚自捷克驻越南大使馆调至捷克驻巴基斯坦大使馆，至袭击事件发生时，一直居住于万豪酒店内。
另有报道称，遇难者中有美国、德国及越南公民，并且外国遇难者人数应该已上升至两位数。伤者中则有六名英国人，以及具体数字不详的沙烏地阿拉伯、德国、摩洛哥、阿富汗及美国公民。

## 袭击后果及影响
由于伊斯兰堡万豪酒店爆炸案引发的对安全局势的担忧，英国航空公司取消了周日和周二由伦敦飞往伊斯兰堡的航班，航空公司表示对于周三之后的航班安排还有待稍后决定。英航于9月22日公告称航班取消将继续到9月27日。英航机组在伊斯兰堡的下榻酒店塞雷納酒店是伊斯兰堡仅有两家五星级酒店之一，万豪袭击发生后，塞雷纳成为唯一营业的五星级酒店。其安保措施于袭击发生后明显加强。

## 中国人情况
中央电视台9月21日报道，据从中国驻巴基斯坦大使馆获悉，目前尚无中国公民在巴基斯坦首都伊斯兰堡万豪酒店爆炸中伤亡的消息。
巴基斯坦是中国传统友好国家，双边关系密切深入。巴因此是中国许多大型中资公司长期经营的国家，两国在建筑，工程机械，通信，医疗以及防务等领域有大量合作项目，大量中国贸易、工程、技术人员在此生活工作。
据巴中资公司员工事后描述，最近正有中资公司人员访巴，并下榻于万豪酒店，爆炸发生时，大家正于酒店底层餐厅用餐，幸于此餐厅为下沉半地下结构，爆炸后大家有序自酒店后门撤出，但随身财物预计在大火中被燃烧殆尽，无法挽回。

## 与美国相关
有目击者称事发前一天，亲眼见数名美国海军陆战队队员亲自将多件金属箱搬运到四楼。据未透露姓名人士表示，事发时约有30名美国海军陆战队员住在酒店内，并将择日迁往阿富汗，但也有传闻称美国士兵是同访问巴基斯坦并于周五与巴基斯坦总理吉拉尼会晤的美国参谋长联席会议主席迈克尔·马伦海军上将一同前来。有猜测说此次袭击事件的目标有可能是这些美国士兵。

## 伊斯兰堡万豪酒店
伊斯兰堡万豪酒店是巴基斯坦首都伊斯兰堡唯一的两家五星级酒店之一（另一家是塞雷纳酒店）。位于F6区，临近众多政府办公机构所在地，是众多外国政府官员，非政府组织，记者及商人访问巴基斯坦的首选下榻酒店。
酒店安保措施严格，凡进入酒店的车辆，均需打开引擎盖、后备箱，并有安保人员检查底盘，同时也有防爆犬嗅闻车辆。
伊斯兰堡万豪酒店曾于2007年1月及更早时候遭遇两次袭击，但规模都远小于此次事件。
这次威力巨大的袭击为万豪酒店带来致命打击。其中燃烧一夜的大火将整个酒店建筑主体烧得面目全非。不過在飯店爆炸發生僅幾個月後，業主就安排了重建，並於2008年12月28日正式重新開業。

## 外部連結
- Statement on the Explosion at the Islamabad Marriott Hotel – Marriott.com – Bill Marriott's blog entry about the hotel disaster
- Islamabad Marriott Hotel （页面存档备份，存于）